# 戦え!プリンセスドール
『戦え!プリンセスドール』（たたかえ！プリンセスドール）は、Chronusより配信されているスマートフォン用ゲームアプリ。基本プレイ無料（アイテム課金制）。
着せ替えとバトルの要素を取り入れた学園が舞台のパズルゲーム。

## 登場キャラクター
神崎 茜（かんざき あかね）
声 - 山崎はるか
水樹 葵（いずき あおい）
声 - 上田麗奈
月島 ひなの（つきしま ひなの）
声 - 大橋彩香
美森 ニコラ（みもり ニコラ）
声 - 久保ユリカ
瑠璃城 すみれ（るりじょう すみれ）
声 - 田所あずさ